# هارا موتوتوکی
هارا موتوتوکی، سوئمون (به ژاپنی: 原元辰); ۱ ژانویهٔ ۱۶۴۸ – ۲۰ مارس ۱۷۰۳ سامورایی و یکی از چهل و هفت رونین بود. او در قلمروی آکو متولد شد.

## نقش در حمله آکو
در روز هاراکیری آسانو او نیز در ادو بود. بعد از حادثه در عمارت «تنسویاشیکی» (伝奏屋敷 テンソウヤシキ) که محل اقامت و پذیرایی از فرستاده دربار کیوتو بود، به جمع‌آوری اثاث و وسایل خاندان آسانو مشغول شد و این وسایل را از این عمارت تخلیه کرد. شب حادثه به عنوان دومین گروه پیام‌رسان به همراه اُوایشی نوبوکیو برای رساندن خبر به قلمروی آکو رفتند.
در روز حمله به عمارت کیرا یوشیناکا از پشت‌بام عمارت کیرا لیز خورد و پایش رگ به رگ شد. او یکی از دو زخمی این حمله به شمار می آید. او به وسیله کاگو (تخت‌روان) همراه با دیگر رونین‌ها به معبد سنگاکو برده شد.
هارا موتوتوکی در سال ۱۷۰۳ حکم سپپوکو را دریافت کرد. وی هنگام مرگ ۵۶ ساله بود.